# Renée Dahon

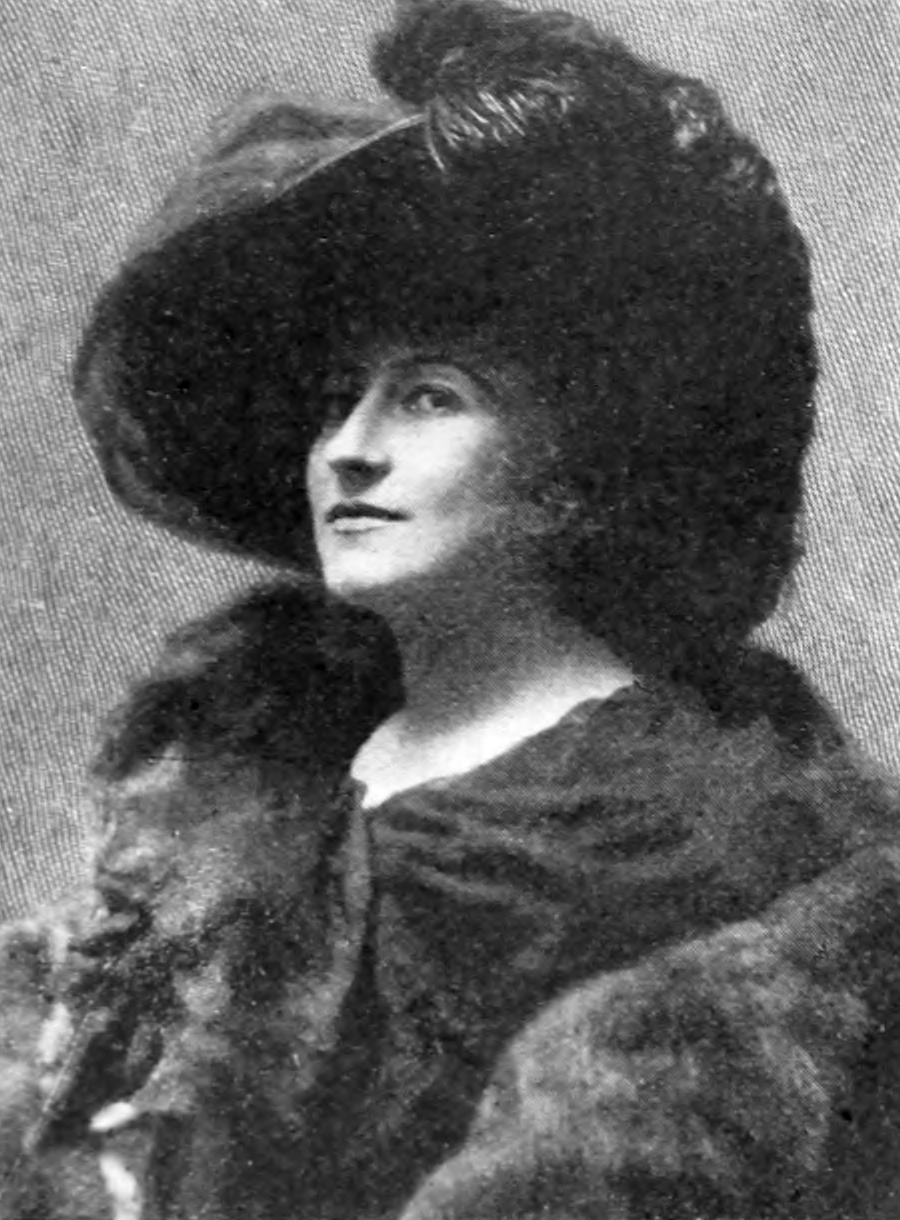
Renée Dahon en 1910

Renée Dahon (1893–1969) fue una actriz francesa, popular por su participación en la película gala The Blue Bird de 1918.

## Biografía
Dahon nació en 1893. Después de un matrimonio de ocho años, Dahon se casó con el dramaturgo Maurice Maeterlinck en Chateau Neuf-de-Contes en 1919. En 1940, Maeterlinck y Dahon se vieron obligados a huir de su casa en París con sus padres debido al avance de los alemanes en la Segunda Guerra Mundial. Llegaron a los Estados Unidos en julio de 1940 y se reubicaron en la ciudad de Nueva York, mudándose a un departamento en el Hotel Esplanade. Después de la guerra, pudieron regresar a su hogar en Niza en 1947. Dahon murió en 1969.

### Carrera
Renée Dahon fue una actriz popular en París. Se hizo conocida a los 18 años por su papel como Tyltyl en The Blue Bird. Georgette Leblanc, entonces socio de Maurice Maeterlinck, la seleccionó y la entrenó para el papel. También realizó apariciones en varias películas francesas.